# Shaun Majumder

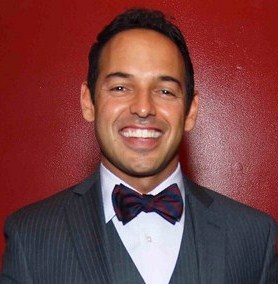
Shaun Majumder (2010)

Shaun Majumder (* 29. Januar 1972 in Burlington, Neufundland und Labrador) ist ein kanadischer Komiker und Schauspieler.

## Leben
Die Vorfahren seiner Mutter kamen aus Europa, sein Vater kommt aus dem indischen Bundesstaat Westbengalen.
Shaun Majumder begann seine Karriere als Komiker in der Show CLIPS von YTV. Später trat er häufiger in der Spielshow Uh Oh! auf. Er nahm auch an Spezialepisoden der Unterhaltungsshow Just for Laughs – Die Lachattacke teil. Des Weiteren war er in mehreren Comedypiloten des Senders CBC zu sehen.
Zu seinen ersten Auftritten in einer Fernsehserie zählt ein zwei Episoden langer Handlungsstrang in der Serie 24 als Hasan Numair. Er gehörte 2008 zum Hauptcast der Serie Unhitched;  der Sender Fox stellte sie nach sechs Episoden ein. In den Jahren 2010 und 2011 war er in Detroit 1-8-7 als Det. Aman Mahajan zu sehen.
Im Jahr 2011 bekam er die Rolle des Andrew Palmer in der Fernsehserie The Firm, die auf dem gleichnamigen Roman von John Grisham basiert. Die Serie wurde nach einer Staffel eingestellt.

## Filmografie (Auswahl)
- 2000: The Ladies Man
- 2001: Relic Hunter – Die Schatzjägerin (Relic Hunter, Fernsehserie, 1 Folge)
- 2002–2003: Cedric the Entertainer Presents (Fernsehserie, 17 Folgen)
- seit 2003: This Hour Has 22 Minutes (Fernsehserie)
- 2005–2006: Hatching, Matching, & Dispatching (Fernsehserie, 6 Folgen)
- 2007: 24 (Fernsehserie, 2 Folgen)
- 2007: Chuck und Larry – Wie Feuer und Flamme (I Now Pronounce You Chuck & Larry)
- 2008: Unhitched (Fernsehserie, 6 Folgen)
- 2008–2010: Less Than Kind (Fernsehserie, 3 Folgen)
- 2010–2011: Detroit 1-8-7 (Fernsehserie, 18 Folgen)
- 2010: Republic of Doyle – Einsatz für zwei (Republic of Doyle, Fernsehserie, Folge 1x01)
- 2012: The Firm (Fernsehserie, 12 Folgen)
- 2013: Satisfaction (Fernsehserie, Folge 1x05)
- 2022–2024: From (Fernsehserie, 13 Folgen)